# Liste des commissaires actuels des divisions du Bangladesh
 (août 2023).
Cette page dresse la liste des commissaires actuels[Quand ?] des 8 divisions du Bangladesh.

## Commissionnaires divisionnaires
| Division   | Nom                       | Depuis (le)      |
| ---------- | ------------------------- | ---------------- |
| Barisal    | Md Gaus                   | 2013/2014        |
| Chittagong | Ruhul Amin                | 28 décembre 2015 |
| Dhaka      | Helal Uddin Ahmed         | 2013/2016        |
| Khulna     | Abdus Samad               | 2013/2015        |
| Mymensingh | GM Saleh Uddin            | 7 décembre 2015  |
| Rajshahi   | Noor-Ur-Rahman            | 2013/2017        |
| Rangpur    | Kazi Hasan Ahmed          | 2013/2016        |
| Sylhet     | Musammat Nazmanara Khanum | 2013/2017        |